# 히가시초역
히가시초역(일본어: 東町駅)은 일본 홋카이도 우라카와 군 우라카와정에 위치한 홋카이도 여객철도 히다카 본선의 철도역이다. 단선 승강장 1면 1선의 구조를 갖춘 지상역이다.

## 이용 현황
- 1992년도 : 318명

## 역 주변
- 국도 제236호선
- 우라카와 적십자 병원

## 역사
- 1977년 9월 1일 : 국유철도 히다카 본선의 히가시초 가승강장으로서 개업. 여객 취급만.
- 1987년 4월 1일 : 일본국유철도 분할 민영화에 의해 홋카이도 여객철도가 승계. 동시에 정식 역으로 승격.
- 1990년 3월 10일 : 영업 거리 설정.
- 2021년 4월 1일 : 폐역.

## 인접 역
| 홋카이도 여객철도 히다카 본선 | 홋카이도 여객철도 히다카 본선 | 홋카이도 여객철도 히다카 본선 |
| ----------------------------- | ----------------------------- | ----------------------------- |
| 우라카와 도마코마이 방면      | ■ 히다카 본선                 | 히다카호로베쓰 사마니 방면    |